# Albert T. Olmstead
Albert Ten Eyck Olmstead (23 de março de 1880 - 11 de abril de 1945) foi um assiriologista americano, nascido em Troy (Nova Iorque) (Troia), filho de Charles e Ella Olmstead. Enquanto estudava na Cornell University, ele se interessou pela história da Assíria e, por sugestão do seu professor Nathaniel Schmidt, começou a estudas as inscrições do rei assírio Sargão II.

## Livros
- Western Asia in the days of Sargon of Assyria, 722–705 B.C. Diss. phil. Ithaca, Lancaster Pa., 1908
- Assyrian Historiography. Columbia, Mo. 1916 .
- History of Assyria. New York, London 1923. Nachdruck: University of Chicago Press, Chicago 1951.
- Jesus in the light of history. Scribner, New York 1942 .
- History of Palestine and Syria to the Macedonian Conquest. Baker Book House, 1965.
- History of the Persian Empire. Achaemenid Period. Hrsg. George G. Cameron. University of Chicago Press, Chicago, Ill. 1948,